# Palacete Pinho
O Palacete Pinho é uma edificação histórica de Belém, Pará, Brasil, localizado na Rua Doutor Assis, nº 586. É um prédio tombado pelo Instituto do Patrimônio Histórico e Artístico Nacional (IPhan), sendo considerado um ícone da arquitetura moderna em Belém.

## História
O palacete foi construído em 1897, sob as ordens do comendador Antônio José de Pinho que, juntamente com sua família, passou a ocupar o imóvel. Localiza-se na Rua Doutor Assis, Cidade Velha, um bairro de Belém. Foi considerado um edifício inovador para a cidade, que naquele momento vivia um período de bonança com o Ciclo da borracha. Nos anos após a inauguração, se converteu em um espaço com intensa atividade social, cultural e política. Em 1930, José de Pinho faleceu, e seus herdeiros mantiveram a destinação do palacete para fins residenciais. As últimas herdeiras de Pinho a morarem no local faleceram em 1970.
Em 1978, foi leiloado, pois os herdeiros não tinham mais recursos para mantê-lo. Os ganhadores do leilão removeram toda sua decoração interna. Em 1982, foi comprado pela rede de supermercados Y. Yamada, que supostamente o transformaria em uma fundação cultural ou em uma casa de recepção. No entanto, acabou sendo utilizado como depósito, incluindo materiais de fácil combustão, como colchões e botijões de gás. Após seu tombamento, que evitou sua demolição, foi desapropriado em 1992 e sua administração foi atribuída ao município. O palacete foi disputado judicialmente pelo município e por seus antigos proprietários; neste período, permaneceu fechado.
Em 2010, a Justiça Federal determinou que o município efetivasse as obras de restauração do palacete, o qual estava em "acentuado processo de deterioração, inclusive com histórico de desabamento parcial." O processo foi movido pelo Ministério Público Federal (MPF) após a restauração ser suspensa em 2006 por falta de recursos. O Poder Judiciário considerou que o edifício era "um dos mais preciosos exemplares do patrimônio cultural de Belém e foi uma das referências culturais na época áurea de Belém."
Em 2011, a obra de restauração foi concluída, ao valor final de R$ 7,8 milhões, sendo R$ 3,8 captados de empresas, como a Vale e a Eletrobras, por meio da Lei Rouanet. Os demais recursos foram direcionados pela prefeitura. A entrega das obras ocorreu com o aniversário de 395 anos de Belém. O espaço inicialmente recebeu uma exposição, com mais de cinquenta peças do Museu de Arte de Belém (MABE). Nos anos seguintes, porém, o desuso do edifício acabou lhe deteriorando novamente.
Em 2022, a administração foi atribuída à Secretaria Municipal de Educação. Naquele momento, estava em curso uma obra de restauração, ao custo de R$ 5 milhões, com o objetivo de abrigar atividades artísticas, relacionadas com o Núcleo de Artes, Cultura e Educação (Nace) da secretaria. De acordo com o prefeito Edmilson Rodrigues (PSOL), o "Palacete Pinho será transformado no Palacete das Artes."

## Características

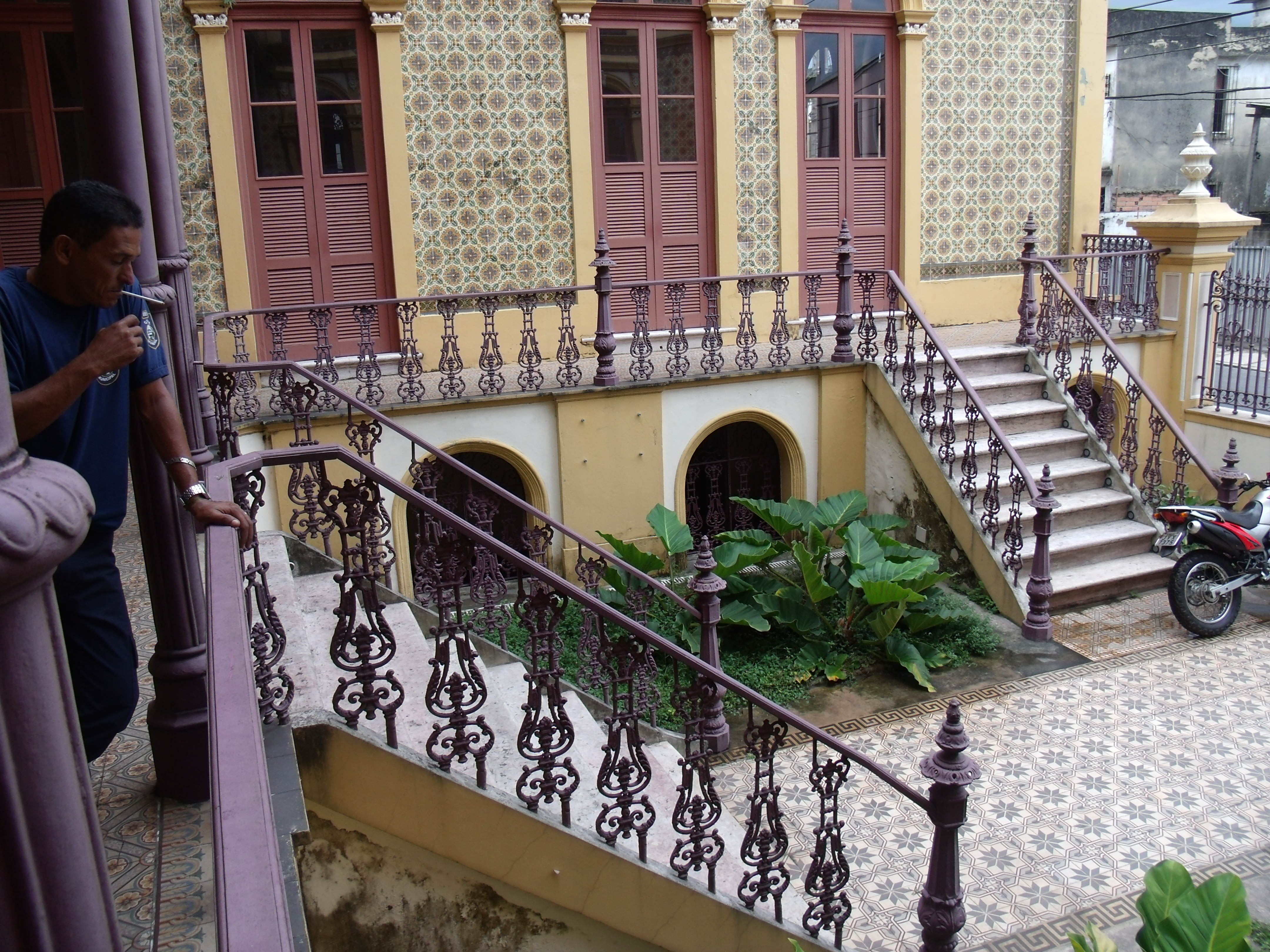
Escadaria lateral e parte do jardim

O Palacete Pinho foi projetado pelo arquiteto Camilo Amorim. Sua arquitetura segue as influências dos palácios portugueses e das vilas italianas. Incorpora ainda as influências do Belle Époque, que era marcante durante o Ciclo da borracha. De acordo com a arquiteta e urbanista Jussara Derenji, o edifício "apresenta jogo de volumes como se fosse um edifício neoclássico - dois blocos a frente e um recuado que tem um volume mais alto - se assemelha com o Solar do Barão de Guajará."
Sua planta possui um formato de "U". Há um pátio aberto na parte frontal, seguindo uma proposta barroca. As fachadas são revestidas de azulejos alemães, aquiridos da fábrica Villeroy & Boch. Possui uma escadaria suntuosa em direção à entrada principal, localizada no primeiro andar. No térreo, há um porão habitável, onde provavelmente moravam os empregados.
No primeiro andar, há o acesso para um grande salão. Ali eram realizadas as festas da família. Há em cada ala lateral dois salões, que se integravam com o salão principal. Nestes espaços também existiam salas de música, jogos e uma biblioteca. O segundo andar foi projetado para conter o maior número de cômodos, incluindo os quartos e os banheiros. No terceiro, há um mirante com vista para a Baía do Guajará.
Analisando os aspectos arquitetônicos do palacete, Derenji & Derenji (2009) concluíram: "há uma certa liberdade no desenho da fachada, que já prenuncia o ecletismo. A composição em arcos plenos com vergas retas ou em arco abatido, as sacadas em ferro entaladas ou levemente projetadas, o revestimento em azulejos são encontrados em prédios do período colonial e imperial, mas neste caso se acrescenta um lambrequim em madeira." Os escritores observaram também que "os azulejos da fachada são, do ponto de vista cromático e pela composição, dos mais belos do período, e só há dois exemplares similares na cidade, ambos com conservação precária."

## Tombamento
O Palacete Pinho foi tombado como um patrimônio histórico nacional pelo Instituto do Patrimônio Histórico e Artístico Nacional (Iphan) em agosto de 1986. O tombamento ocorreu por "representar importante exemplo da arquitetura de finais do século XIX." Foi sugerido que a proteção abrangesse a área de seu entorno, sobretudo os sobrados vizinhos e um terreno murado localizado em sua frente.